# Y-27632
Y-27632 ist eine chemische Verbindung aus der Gruppe der Cyclohexan-Carboxamide. Es ist ein Enzyminhibitor der Rho-Kinase (ROCK) und wird daher als ROCK-Inhibitor bezeichnet.

## Eigenschaften
Y-27632 wurde erstmals 1997 von Masayoshi Uehata und Kollegen beschrieben. Es hemmt selektiv p160ROCK, wobei es in höheren Konzentrationen auch andere Proteinkinasen wie die PKC hemmt. Y-27632 führt zu einer Umlagerung des Aktin-Zytoskeletts. Zudem wirkt es anti-apoptotisch und in Keratinozyten gegen die Zellseneszenz.

## Verwendung
Y-27632 wird seit 2010 zur Erzeugung von konditional reprogrammierten Zellen (CR-Zellen) verwendet. CR-Zellen bilden einen Grenzfall zwischen iPS, immortalisierten Zelllinien und normalen Zellen. Sie bestehen aus normalen Zellen, die sich unbegrenzt teilen können, solange zwei Faktoren hinzugegeben werden – Fütterzellen und der Inhibitor der Rho-Kinase Y-27632.